# NGC 2206
NGC 2206 è una vasta galassia a spirale (barrata?) situata nella costellazione del Cane Maggiore, a una distanza di circa 307 milioni di anni luce dalla nostra Via Lattea.

## Scoperta
La galassia è stata scoperta il 20 gennaio 1835 dall'astronomo britannico John Herschel.

## Descrizione
NGC 2206 ha una classe di luminosità II-III e presenta una larga riga a 21 cm dell'idrogeno neutro.